# Gao Qipei

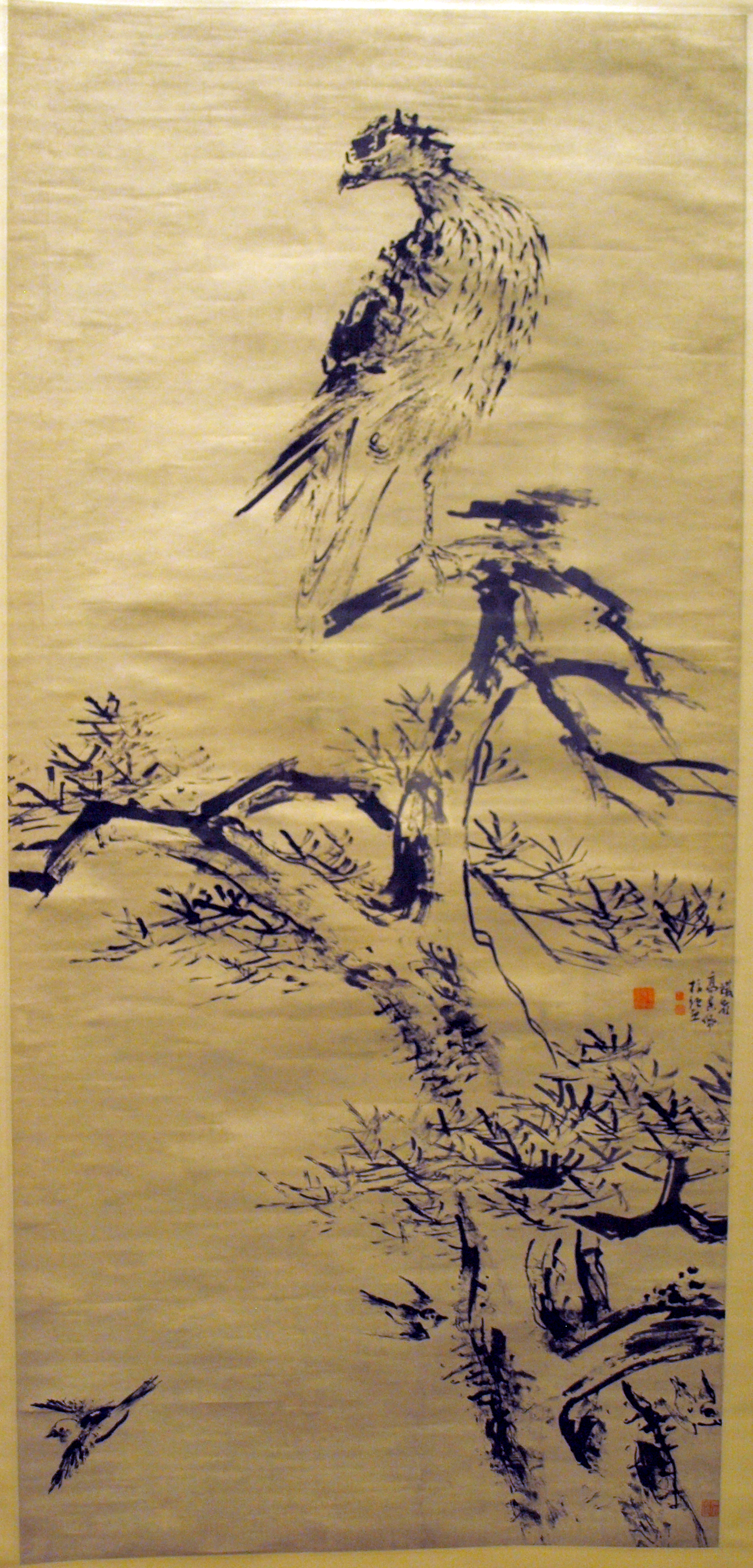
Rotlle pintat per Gao Qipei: "Àguila i pins". Museu de Xangai.

Gao Qipei (en xinès simplificat: 高其佩; en xinès tradicional: 高其佩; en pinyin: Gāo Qípeì) fou un pintor i funcionari amb alt càrrec d'ètnia manxú que va néixer el 1660 a Tieling, província de Liaoning (al nord de la Xina) i va morir el 1734. Va viure sota la dinastia Qing.
Va començar a destacar com a pintor de paisatges (notables per la seva espontaneïtat) i, també, de figures. Seguint el model tradicional però aviat va esdevenir un artista excèntric a causa de les seves llarguíssimes ungles que feia servir com a instruments i a la seva preferència a pintar amb els dits en comptes dels pinzells com ho havien fet abans Zhang Zhao encara que Gao va arribar més lluny, fent servir tota la mà per pintar, creant un estil molt individual però que l'apartava del refinament. Entre les seves obres destaca El mendicant i El tigre.
Obres de Gao Qipei es conserven al Museum of Fine Arts de Boston, al Rijksmuseum d'Amsterdam, a l'Indianapolis Museum of Art d'Indiana i al Johnson Museum of Art at Cornell University de Nova York.